# Eisenbahnunfall von Langenbach

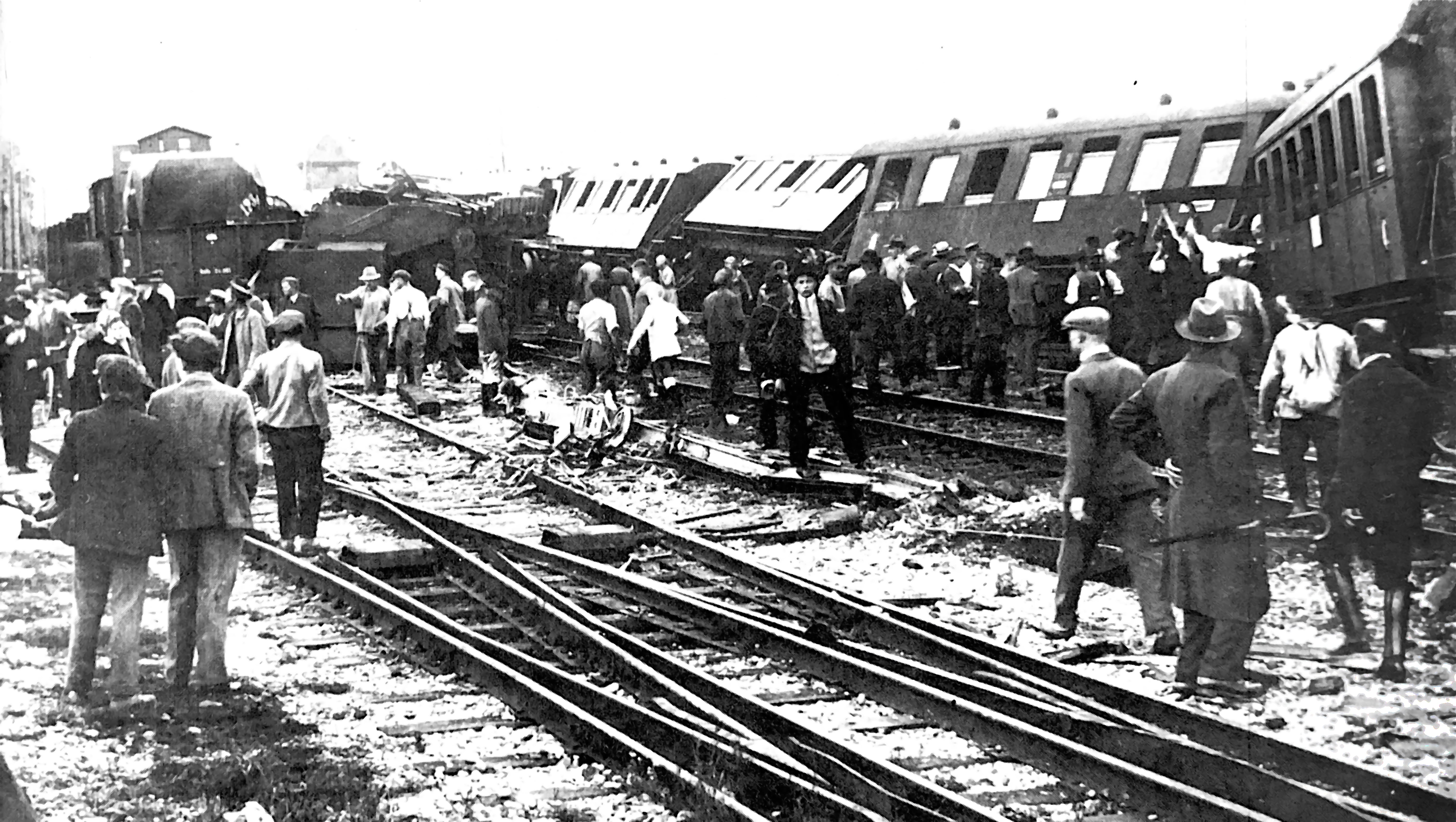
Unfallstelle in Langenbach

Bei dem Eisenbahnunfall von Langenbach entgleiste am 13. August 1926 in der Einfahrt in den Bahnhof Langenbach (Oberbay) an der Bahnstrecke München–Regensburg der Beschleunigte Personenzug 858. Zwölf Menschen starben.

## Ausgangslage
Im Bereich des Bahnhofs Langenbach fanden Bauarbeiten statt. Dabei wurde auch an einer Weiche in der Bahnhofseinfahrt gearbeitet. Für die Überfahrt der Züge wurde die Zungenspitze der Weiche nur provisorisch mit einer Zungensperre fixiert. Deshalb durfte die Weiche nur mit 45 km/h befahren werden. Zulässige Höchstgeschwindigkeit war sonst 80 km/h.
Der Beschleunigte Personenzug 858 war von Regensburg nach München unterwegs. In Langenbach sollte er nicht halten, sondern den Bahnhof fahrplanmäßig durchfahren.

## Unfallhergang
Der Vorarbeiter der Gleisbauarbeiten versäumte es, die angeordnete Geschwindigkeitsbeschränkung den Zügen anzuzeigen. Bei der Einfahrt in den Bahnhof Langenbach fuhr der Beschleunigte Personenzug 858 deshalb mit der normalen Streckengeschwindigkeit von 80 km/h über die Weiche. Die Erschütterung durch den Zug bewirkte, dass die Schraubzwinge sich löste und die Weichenzunge sich verschob. Deshalb entgleisten um 9:28 Uhr der vierte Wagen des Zuges und ihm nachfolgende Wagen. Die entgleisten Fahrzeuge schoben sich ineinander.

## Folgen
Zwölf Menschen starben. Darüber hinaus wurden sieben Menschen schwer und 20 leicht verletzt. Der verantwortliche Vorarbeiter ergriff die Flucht.
Die örtliche Freiwillige Feuerwehr kam zum Einsatz und Ärzte aus Freising wurden an die Unfallstelle geholt. Hilfszüge aus Landshut und München kamen zum Einsatz. Am 16. August war die Strecke wieder in beiden Richtungen befahrbar.